# もしお許し願えれば女について話しましょう
『もしお許し願えれば女について話しましょう』（イタリア語: Se permettete parliamo di donne、「あなたが許すならば女について話をしよう」の意）は、エットーレ・スコラ監督による1964年製作のイタリア映画である。同監督のデビュー長篇であり、「イタリア式コメディ」の傑作として知られる。

## 概要
20歳そこそこでドメニコ・パオレラ監督のコメディ映画『Canzoni di mezzo secolo（半世紀の歌）』（1952年）の共同脚本でデビューし、アントニオ・ピエトランジェリ監督のジャクリーヌ・ササールものの『三月生まれ』（1958年）や『アデュアと仲間たち』（1960年）、『気ままな情事』（1964年）、ディーノ・リージ監督の『追い越し野郎』（1962年）など、40本以上の脚本を量産してきた脚本家エットーレ・スコラ33歳の初監督作品である。
共同脚本のルッジェーロ・マッカリは、『知ったかぶりのバカ者ども』（1954年）などマリオ・アメンドラとの共同監督作品を4本もつ脚本家で、脚本家としても1948年（ジョルジョ・シモネッリ監督の『Undici uomini e un pallone（11人の男たちとボール）』）からのキャリアがあり、スコラにとっては先輩格。
撮影監督のサンドロ・デヴァはオムニバス『豊かなる成熟 Le Italiane e l'amore』（1961年）でフランチェスコ・マゼッリ、ネロ・リージ、フロレスターノ・ヴァンチーニ各監督の3篇を担当してデビューしたばかり。音楽はヴィットリオ・デ・シーカ監督の『くじ引き』（オムニバス『ボッカチオ'70』の一篇、1962年）や『昨日・今日・明日』（1963年）のアルマンド・トロヴァヨーリ。
主演のヴィットリオ・ガスマンはスコラ脚本、リージ監督の『追い越し野郎』の主演のほか、マリオ・モニチェリ監督の『はだかの兵隊』（1959年）やリチャード・フライシャー監督の『バラバ』（1962年）にも出演している。その後もスコラ監督の『あんなに愛しあったのに』（1974年）や『ラ・ファミリア』（1987年）にも出演している。シルヴァ・コシナは、アルベルト・ラットゥアーダ監督のジャクリーヌ・ササールものの『芽ばえ』（1957年）ではササールの母親役であったが、ロモロ・マルチェリーニ監督の『大爆走』（1957年）では社長令嬢役であった。アントネラ・ルアルディは、ボリス・ヴィアン原作・脚本、ミシェル・ガスト監督の『墓にツバをかけろ』（1959年）やアンブロジオ・モルテーニ『濡れた夜』（1964年）の主演女優だが、クロード・オータン＝ララ監督の『赤と黒』（1954年）のマティルド役のほか、アレクサンドル・アストリュック監督の『女の一生』（1958年）やクロード・シャブロル監督の『二重の鍵』（1959年）など初期ヌーヴェルヴァーグの作品に出演している。ロベルト・ロッセリーニ監督の『ローマで夜だった』（1960年）やカルミネ・ガローネ監督の『禁じられた肉体』（1963年）の主演女優ジョヴァンナ・ラリ、ミケランジェロ・アントニオーニ監督の『女ともだち』（1956年）、ジュゼッペ・デ・サンティス監督の『女の部屋』（1961年）に主演したエレオノラ・ロッシ＝ドラゴ、ダニエレ・ダンツァ監督の『危険なデイト』（1960年）からは、ジャンヌ・ヴァレリーが出演、主演級の女優の集まった豪華な作品である。
プロデューサーは「フェア・フィルム」を設立し、第一作目としてディーノ・リージ監督の『ローマの恋』（1961年）を製作したマリオ・チェッキ・ゴーリである。本作はオムニバスをもひとつの特徴とする「イタリア式コメディ」の本流を行く、ショートコント集のような作品である。

## あらすじ
ヴィットリオ・ガスマンが9つのエピソードでさまざまな役を演じる。
猟銃を返しにある男を訪ねたら留守番の妻が夫を助けようとなぜか身体を捧げる『案ずれば損をする』、外ではあかるい人気者の男が家ではスパルタ教育の父親に変貌する『おもて笑顔でうちしかめっ面』、街で逢った女と寝室にいるとその女の夫が帰ってくるが女の芝居でまんまとやりすごせる『よその女房を寝取るよろこび』、男とベッドで朝を迎えた女が時間を気にして出て行ったが教会の前を通るとその花嫁はさっきの女だったという『結婚式風景』、じらしにじらしてようやくモーテルに入ることにした女はそこの女中に夢中になった男にさんざん待たされるという『じらしにじらす結果は』、男がタクシーがなかなか拾えないでいるとクルマを運転して現れた高級コールガールが手招きをするので乗って送ってもらうだけで紳士的にお礼を言うだけの『高級パン助と無賃乗車』、妹が騙され怒鳴り込みに来た兄に男は美女を紹介すると兄も騙されて去っていく『ミイラとり』、貴婦人の寝室から出てきたクズ酒屋すらため息をつく『女のはらいもの』、妻の愛人を殺して服役中に2日間の仮釈放で出てきた男にその後赤ん坊ができ男はよろこぶがそれは新しい愛人の子だったという『知らぬは亭主ばかりなり』。

## スタッフ
- 監督　エットーレ・スコラ
- 脚本　エットーレ・スコラ、ルッジェーロ・マッカリ
- 撮影　サンドロ・デヴァ
- 音楽　アルマンド・トロヴァヨーリ、カルロ・アルベルト・ロッシ
- 編集　マルチェロ・マルヴェスティート
- 製作　マリオ・チェッキ・ゴーリ
- 製作会社　コンコルディア・コンパニア・チネマトグラフィカ、フェア・フィルム

## キャスト
- ヴィットリオ・ガスマン　（男たち）
- シルヴァ・コシナ　（じらした女マルゲリータ）
- エレオノラ・ロッシ＝ドラゴ　（怠惰な貴婦人）
- アントネラ・ルアルディ　（花嫁）
- ジョヴァンナ・ラリ　（高級コールガール）
- ジャンヌ・ヴァレリー　（囚人の妻）
- マリア・フィオーレ　（農夫の妻）
- ワルター・キアーリ　（女たらし）
- ウンベルト・ドルシ　（旧友）
- アッティリオ・ドッテジオ　（刑務官）
- エデ・フェロナオ　（メイド）
- ロザンナ・ゲラルディ
- マリオ・ルチディ　（息子）
- ドナテッラ・マウロ　（妻）
- ハイジ・シュトロ
- マルコ・トゥッリ　（ほかの男）
- マリオ・ブレガ
- リカルド・ガローネ